# Pavel Tuleja
Pavel Tuleja (* 31. března 1971 Ostrava) je český ekonom a vysokoškolský pedagog, od roku 2020 zastupitel Moravskoslezského kraje, od roku 2022 zastupitel města Havířov, člen TOP 09. V letech 2015 až 2023 byl rektorem Slezské univerzity v Opavě, od roku 2023 je jejím prorektorem pro strategii a komunikaci. V dubnu 2024 se stal kandidátem TOP 09 na ministra pro vědu, výzkum a inovace ČR ve Fialově vládě, po kritice publikování v predátorských časopisech se nominace vzdal. 

## Život
V letech 1989 až 1994 vystudoval obor národohospodářství na Ekonomické fakultě Vysoké školy báňské - Technické univerzitě Ostrava (EkF VŠB-TUO) a získal titul Ing. Na téže fakultě pak v letech 1995 až 2001 absolvoval doktorské studium (studijní program Ekonomické teorie) v oboru ekonomie a získal titul Ph.D. V oboru ekonomie se pak v roce 2008 též na VŠB-TUO habilitoval a stal se docentem.
Svou odbornou praxi začínal po absolvování vysoké školy a náhradní vojenské služby od ledna 1996 do srpna 1997 jako asistent a později odborný asistent na Katedře národohospodářské EkF VŠB-TUO. V září 1997 nastoupil jako odborný asistent na Katedru ekonomie Obchodně podnikatelské fakulty v Karviné Slezské univerzity v Opavě, kde působí – od roku 2008 jako docent (od roku 2014 Katedra ekonomie a veřejné správy). Od roku 2000 byl zástupcem vedoucího katedry, později se stal i jejím vedoucím. Od září 2012 až doposud též působí jako docent na Fakultě veřejných politik v Opavě Slezské univerzity v Opavě. V letech 2013 až 2015 byl také děkanem karvinské Obchodně podnikatelské fakulty.
Ve své odborné práci se zaměřuje na makroekonomickou analýzu a prognózu, mezinárodní komparace, národní účetnictví a obecnou ekonomii. Angažuje se také jako předseda správní rady obecně prospěšné společnosti TyfloCentrum ČR v Karviné, byl členem Výboru sociálního Zastupitelstva Moravskoslezského kraje a členem Komise sociální Rady města Havířova. Mimo jiné též působí jako předseda správní rady UnicaCentrum, o.p.s. (Karviná).
V listopadu 2014 jej Akademický senát Slezské univerzity v Opavě zvolil svým rektorem. Prezident republiky Miloš Zeman jej do funkce jmenoval na začátku února 2015, vedení univerzity se ujal od 1. března 2015. V říjnu 2018 byl akademickým senátem opět zvolen rektorem Slezské univerzity v Opavě, v lednu 2019 jej pak do funkce jmenoval prezident Miloš Zeman. Funkci vykonával do konce února 2023, kdy jej vystřídal Tomáš Gongol. Od března 2023 se pak sám stal prorektorem pro strategii a komunikaci.
Pavel Tuleja je ženatý a má dva syny. Žije v Havířově.

## Politické působení
Ve volbách do Poslanecké sněmovny PČR v roce 2017 kandidoval jako nestraník za TOP 09 v Moravskoslezském kraji, ale neuspěl.
V krajských volbách v roce 2020 kandidoval za TOP 09 na kandidátce subjektu „Občanská demokratická strana s podporou TOP 09“ do Zastupitelstva Moravskoslezského kraje. Sice neuspěl, stal se však prvním náhradníkem. Po rezignaci kolegyně Moniky Klapkové v listopadu 2020 ji v krajském zastupitelstvu nahradil.
V komunálních volbách v roce 2022 byl jako nestraník za TOP 09 zvolen na kandidátce subjektu „SPOLU plus - ODS, KDU-ČSL, TOP 09, STAN“ zastupitelem města Havířov.
Na konci roku 2023 vstoupil do TOP 09. Do strany nechtěl vstupovat dříve, protože byl rektorem Slezské univerzity v Opavě a přímé spojení s nějakou politickou stranou nepovažoval v takové funkci za vhodné.
Vedení TOP 09 jej 30. dubna 2024 představilo jako kandidáta na post ministra pro vědu, výzkum a inovace ČR po Heleně Langšádlové, která se rozhodla na funkci rezignovat kvůli nespokojenosti mateřské strany s tím, jak prezentovala výsledky své práce na veřejnosti. Prezident republiky Petr Pavel jej měl do funkce jmenovat 6. května 2024, pokud kandidát vyjasní všechny pochybnosti kolem vědecké publikační činnosti, kolem které panovaly pochybnosti. Dne 3. května 2024 se Tuleja vzdal ministerské nominace do Fialovy vlády. Za publikování v predátorských časopisech se omluvil. Novým kandidátem na ministra se stal Marek Ženíšek.
V krajských volbách v roce 2024 obhájil jako člen TOP 09 mandát zastupitele Moravskoslezského kraje, a to na kandidátce subjektu „SPOLU MSK“ (tj. ODS, KDU-ČSL a TOP 09).